# ENSP
ENSP（またはENSPV、École Nationale Supérieure du Paysage de Versailles）は、フランス・ヴェルサイユにあるペイザージュ学校・造園学校（エコール・デ・ペイサージュ）で、フランス農業省が所管するグランゼコールである。
しばしば日本のメディアを通して紹介され、フランスの造園教育の場として登場する「国立ヴェルサイユ高等園芸学校」が1995年に改組したのが現在の同校。フランスの国家的ペイザジストの大半を輩出した少数精鋭の名門校。しばらくフランス唯一の国立の高等園芸家・造園技師養成学校でもあった。

## 概要
建築家制度と同様卒業者に長年に渡り国家公認学位「DPLG」（Diplôme Par Le Gouvernemnet）を授与してきた。ヴェルサイユ校とマルセイユ校がある。管轄はもとは農業省であったが、この他教育省、フランス文化省、エコロジーエネルギー持続可能開発省といったいくつかの管轄で運営されている。学校は1874年にヴェルサイユに設置された庭園と温室のアーキテクト養成所に由来。出身者も後の園芸国立学校時代も含めジャン・ダルセル、オーギュスト・ショワジー、エドゥアール・アンドレ、ルネ・エドゥアール・アンドレやフェルディナンド・デュプラといった造園史上の人物も多い。国立高等園芸学校（ENSH、École Nationale Supérieure du Horticulture）であった1945年に景観・ペイザージュに関する国立研究機関が設けられ、さらに1976年から国立学校に景観および庭の芸術の専修課程として設置され、これが発展改組した。
1976年の改組の際に、1678年から1683年にかけて王宮の食卓で供する食材栽培用に造られ、フランス革命後は農業実験場になり、第2共和国の終わり1848年10月に耕種学の国立研究所となっていたヴェルサイユ宮殿王室菜園ポタジェ・デュ・ロワ敷地内に学校が設置され、生徒たちの実験専用の菜園も設置された他、同菜園の維持管理も同校で行われている。この菜園は1991年からは一般にも公開されている。世界各国から珍種の果実や野菜が取り寄せられ、当時からの5000本以上の木が現在も残されている。リンゴやナシなどはあわせて約300種になるという。1993年から1995年、ユネスコ本部のイサムノグチが制作した日本庭園の改修にこの学校が協力し、無事改修が実施された。

## マルセイユ校
マルセイユ校の授業は、学科ごとではなく、学年ごとに編成されている。学年主任が学生との日常的な窓口となる。カレッジ・オブ・ティーチャーズがコース全体を通して一貫した指導を行う一方、科目主任（プロジェクト、人間科学、造形芸術、景観工学）が提案された進捗状況を監視する。
3年次は、都市計画・開発修士課程（ENSPとプロヴァンス大学が共同で運営）の景観・計画専門課程との合同コア・コースとなる。
フルタイムの授業は、9月から6月までの通年制で、最短32週間、最長34週間である。